# Nyíregyházi Kölcsey Ferenc Gimnázium
A Nyíregyházi Kölcsey Ferenc Gimnázium (2013. január 1-je előtt Kölcsey Ferenc Gimnázium és Kollégium) Nyíregyháza nagy múltú középiskolája.

## Elhelyezkedése
Ma a Kölcsey Ferenc Gimnázium a Széchenyi utca 6. sz. alatt található, a belváros szívében. Közvetlen közelében található a Zrínyi Ilona Gimnázium és a Vasvári Pál Gimnázium is. Az iskola a Széchenyi utca és Benczúr tér sarkán található saroképület.

## Története
A Nyíregyházi Kölcsey Ferenc Gimnázium létrehozása a magyarországi tanítóképzés átszervezéséhez kötődik.
A Nyíregyházi Magyar Királyi Állami Elemi Népiskolai Tanítóképző Intézet ugyanis 1914-ben nyitotta meg kapuit, és 1959-ig, a középfokú tanítóképzés felsőfokúvá szervezéséig látta el a feladatát. 1959-ig a fiú Felsőfokú Tanítóképző Intézet a Széchenyi utca 6. sz. alatti épületben működött, amely tehát mindvégig állami iskola volt.
Mivel a tanítóképzés az említett korábbi formájában 1959-ben végleg megszüntetésre került, így az 1954/1955. tanévben szerveződött az első gimnáziumi osztály a Bethlen Gábor utcán lévő épületben, a kifutó tanítóképzés helyett. 1957-ben végeztek az utolsó tanítónők, 1958-ban érettségizett az első gimnáziumi osztály. 1958-ban kapta az intézmény az Állami Kölcsey Ferenc Leánygimnázium nevet, egyben ez a gimnázium alapítási éve is. 1959 februárjában költözött az iskola a Széchenyi utca 6. sz. alatti épületbe a Bethlen Gábor utcáról a fiú Felsőfokú Tanítóképző Intézet helyére.

### Vezetőség
| #  | Név                              | Vezetési ideje |
| 1. | Porzsolt István                  | 1954–1959      |
| 2. | Gellér Erzsébet                  | 1959–1967      |
| 3. | Gyarmati Jánosné dr.             | 1967–1976      |
| 4. | Dr. Hock Miklósné                | 1976–1993      |
| 5. | Kalucza Lajos                    | 1993–2012      |
| 6. | Márk Attila Olivér               | 2012–2019      |
| 7. | Kajatinné Pogácsás Edit          | 2019–2020      |
| 8. | Torda István Tamásné Nagy Ildikó | 2020–          |

## Címere
A gimnázium címere a Kölcsey család címeréből származik.
"Kék alapszínű kerekded pajzs, amelyet farkába harapó zöld színű sárkánykígyó övez. A heraldikailag jobbra forduló sárkánykígyó hasából két, nagykarmú láb nő ki. A címerpajzson belül hármas halomra támaszkodó, páncélos ezüst jobb kar látható, amely három, természetes színű liliomot tart. A pajzs heraldikailag jobb felső részén ezüst színű, csökkenő sarló alakú hold látható, míg a másik oldalon, közvetlenül a páncélos, vágott jobb kar felett hatágú arany csillag. A páncélos jobb kar a pajzs alsó harmadában fekvő, zöld színű hármas halomra támaszkodik. A pajzs felett vitézi nyílt sisak látható, amelyet öt darab pánt fed, amely a heraldika szabályainak megfelelően kissé balra fordul. A sisak bélése vörös színű. A sisaktakarók mindkét oldalon kék-arany színűek. A sisakot a címertani korona egyik fajtája - sisakkorona - díszíti, amely ötágú lombkorona. Sisakdíszként gyakori heraldikai megoldásként a címerpajzs képe ismétlődik meg, azaz a páncélos jobb kar a három liliommal, az ezüst holddal és az arany csillaggal."

## Jelenleg
Jelenleg a gimnáziumban tizenhat – évfolyamonként négy – osztályban folyik nappali tagozaton oktatás, ahol magas óraszámban tanulják a diákok a tantárgyakat. A 11. évfolyamtól lehetőség nyílik minden diák számára az érettségire felkészítő fakultatív csoportokban részt venni, emelt óraszámban tanulni – igény szerint
2020-ban hatosztályos képzés vette kezdetét az iskolában.

### Tagozatok
A gimnáziumba jelentkező tanulók négy tagozat közül választhatnak:
- Haladó angol tagozat (A osztály)
- Francia/olasz/spanyol tagozat (B osztály – A 2009/2010-es tanévig a spanyol nyelvi csoporttal, 2015/2016-os tanévtől újra spanyol nyelvi csoporttal)
- Humán/informatikal tagozat (C osztály – A 2010/2011-es tanévtől a spanyol nyelvi csoporttal, a 2015/2016-os tanévtől kezdve informatika csoporttal)
- Kezdő/haladó német tagozat (D osztály)

## Híres diákjai
- Kulcsár Anita, kézilabdázó
- Bárány Kristóf, táncos
- Mohácsi Máté, kosárlabdázó
- T. Horváth Ágnes, magyar ókortudós, az SZTE oktatója
- Thuróczy Szabolcs, színész

## Testvériskolák
- Szatmárnémeti, Románia – Kölcsey Ferenc Főgimnázium
- Iserlohn, Németország – Märkirches Gymnasium
- Mülheim, Németország – Luisenschule
- Udine, Olaszország – Caterina Percoto Gimnázium
- Saint Pandelon, Franciaország – Sainte Elisabeth Gimnázium